# 蒙巴西廖
蒙巴西廖（義大利語：Mombasiglio），是意大利库内奥省的一个市镇。总面积17平方公里，人口623人，人口密度36.6人/平方公里（2009年）。ISTAT代码为004125。